# 회색얼굴코끼리땃쥐
회색얼굴코끼리땃쥐(Rhynchocyon udzungwensis)는 코끼리땃쥐의 일종으로 아프리카 중부의 탄자니아 우중와 산맥의 토착종이다.